# Dania Aguillón
Dania Amaris Aguillón Ramos (* 14. Februar 1996) ist eine mexikanische Leichtathletin, die sich auf den Sprint spezialisiert hat.

## Sportliche Laufbahn
Erste internationale Erfahrungen sammelte Dania Aguillón 2015 bei den Panamerikanischen Juniorenmeisterschaften in Edmonton, bei denen sie im 200-Meter-Lauf mit 24,55 s in der ersten Runde ausschied. Im Jahr darauf schied sie bei den U23-NACAC-Meisterschaften in San Salvador über 100 und 200 Meter jeweils im Vorlauf aus. Bei der Sommer-Universiade 2017 in Taipeh gelangte sie über 200 Meter bis in das Halbfinale, in dem sie mit 24,33 s ausschied. Zudem gewann sie mit der mexikanischen 4-mal-400-Meter-Staffel in 3:33,98 min die Silbermedaille hinter Polen und wurde mit der 4-mal-100-Meter-Staffel in 44,79 s Vierte. Zwei Jahre später gelangte sie bei den Studentenweltspielen in Neapel über 200 Meter erneut in das Halbfinale, in dem sie mit 23,78 s ausschied. Zudem gewann sie mit der 4-mal-400-Meter-Staffel in 3:32,63 min erneut die Silbermedaille, während sie mit der 4-mal-100-Meter-Staffel in 44,82 s erneut auf Rang vier gelangte.
2019 wurde Aguillón mexikanische Meisterin im 100- und 200-Meter-Lauf.

## Persönliche Bestleistungen
- 100 Meter: 11,61 s (0,0 m/s), 31. Mai 2019 in Chihuahua
- 200 Meter: 23,38 s (+0,8 m/s), 7. Mai 2017 in Monterrey